# Gil de Fontanet
Gil de Fontanet, Ivorra (Lérida). Vidriero catalán del siglo XV.
En el año 1483 está citado como maestro vidriero y se sabe que trabajó en la iglesia de Santa María del Mar en Barcelona, en el monasterio de Pedralbes y en el monasterio de Santa María de Valldonzella.
Para la catedral de Barcelona, en la capilla del baptisterio realizó en el año 1495, un vitral, sobre dibujos de Bartolomé Bermejo, la conocida vidriera gótica Noli me tangere.
Se dedicó también a la restauración de vidrieras, como las de Cervera o las de la catedral de Gerona en 1523.
Su familia continuó con el arte de los vitrales con su hijo Jaume Fontanet, realizador de numerosas obras en Cataluña.